# Cliomantis dispar
Cliomantis dispar es una especie de mantis de la familia Amorphoscelidae.

## Distribución geográfica
Se encuentra en el sur de Australia.